# Joosje Burg
Joosje Burg (Veghel, 29 juli 1997) is een Nederlands hockeyster. Burg, die begon bij de Veghelse hockeyclub Geel-Zwart, maakte in 2009 de overstap naar Den Bosch. Sinds 2014 komt ze uit voor het eerste team van Den Bosch, waarmee ze verschillende keren de landstitel won.
Op 13 oktober 2021 debuteerde Burg in de Nederlandse hockeyploeg tijdens een Hockey Pro League-interland tegen België. Met het Nederlandse team won ze onder meer het Europees kampioenschap in 2023 en de Olympische spelen in 2024.

## Erelijst
Club
- Landskampioenschap in 2015, 2016, 2018, 2021, 2022, 2024 en 2025

Oranje
 Hockey Pro League 2021/22
 Hockey Pro League 2022/23
 Europees kampioenschap 2023
 Hockey Pro League 2023-24
 Olympische spelen 2024
 Hockey Pro League 2024-25
 Europees kampioenschap 2025
Felice Albers ·  
Joosje Burg  ·  
Pien Dicke ·  
Luna Fokke ·  
Yibbi Jansen ·  
Marleen Jochems ·  
Sanne Koolen ·  
Renée van Laarhoven ·  
Frédérique Matla ·  
Freeke Moes ·  
Laura Nunnink ·  
Lisa Post ·  
Pien Sanders ·  
Marijn Veen ·  
Anne Veenendaal (K) ·  
Maria Verschoor ·  
Xan de Waard  ·  
Coach: Paul van Ass